# Titianus
De heilige Titianus (-650) was een zevende-eeuwse Italiaanse bisschop van Opitergium, nu Oderzo. Titianus was gedurende meer dan 30 jaar bisschop nabij Venetië. Zijn feestdag is op 16 januari. Zijn verering had haar zwaartepunt in Friuli en Cadore in Noordoost-Italië vanaf de negende eeuw.
Carlo Ridolfi meldt dat Titianus volgens sommigen (niet bij name genoemd) van de Vecellio familie zou afstammen.